# Steppenwolf (álbum)
Steppenwolf es el primer álbum de estudio de la banda de rock del mismo nombre, el álbum fue lanzado en enero de 1968 por la discográfica ABC Records.
El álbum fue un debut exitoso para la banda, porque presentó éxitos como la canción Born to Be Wild, así como The Pusher, las cuales fueron utilizadas en la película Easy Rider.

## Miembros
- John Kay - voz principal y coros, guitarra rítmica y armónica
- Michael Monarch - guitarra principal y coros
- Goldy McJohn - órgano y pianos
- Rushton Moreve - bajo y coros
- Jerry Edmonton - batería, percusiónes y coros

## Lista de canciones

### Lado uno
1. "Sookie Sookie" (Don Covay, Steve Cropper) – 3:12
2. "Everybody's Next One" (Kay, Gabriel Mekler) – 2:53
3. "Berry Rides Again (Kay) – 2:45
4. "Hoochie Coochie Man" (Willie Dixon) – 5:07
5. "Born to Be Wild" (Mars Bonfire) – 3:28
6. "Your Wall's Too High"" (Kay) – 5:40

### Lado dos
1. "Desperation" (Kay) – 5:45
2. "The Pusher" (Hoyt Axton) – 5:43
3. "A Girl I Knew" (Morgan Cavett, Kay) – 2:39
4. "Take What You Need" (Kay, Gabriel Mekler) – 3:28
5. "The Ostrich" (Kay) – 5:43